# БТС-600
БТС-600 (неофициальное название — БТС-5) — советский бронированный тягач. Разработан на базе самоходной артиллерийской установки СУ-122-54. Предназначен для эвакуации аварийных танков с поля боя из зоны действия огня противника. Серийно не производился.

## История создания
В 1971 году на Харьковском танковом ремонтном заводе был разработан танковый тягач БТС-600 на базе самоходной артиллерийской установки СУ-122-54. Неофициально машина носила обозначение БТС-5. Опытный образец машины был собран на Львовском ремонтном заводе. 16 ноября 1971 года были начаты испытания опытного образца, которые продлились до 28 июня 1972 года. После испытаний тягач на вооружение принят не был.

## Описание конструкции

### Броневой корпус и башня
Корпус БТС-600 сохранял броневую защиту на уровне СУ-122-54. Пушка была демонтирована, а вместо амбразуры был приварен броневой лист аналогичный по броне рубке базовой машины. Боевое отделение было перекомпоновано для размещения двух членов экипажа и специального оборудования.

### Двигатель и трансмиссия
Силовая установка и элементы трансмиссии были заимствованы с базовой машины, изменениям подвергся только входной редуктор трансмиссии.

### Ходовая часть
Ходовая часть БТС-600 была полностью аналогична СУ-122-54. В БТС-600 был обеспечен запас хода на дистанции до 400 км по шоссе и до 300 км по грунтовым дорогам. При этом скорость буксировки танков по шоссе составляла от 11 до 13 км/ч, а по грунтовым дорогам — от 6 до 8 км/ч.

### Специальное оборудование
Из дополнительного оборудования БТС-600 был оснащён оборудованием для преодоления водных преград, термодинамической аппаратурой для маскировки на поле боя и полуавтоматической углекислотной установкой ППО. Для буксировки танков имелось специальное буксирное устройство и кран-стрела, грузоподъёмность которого составляла 3 тс. На крыше имелась грузовая платформа.

## Оценка машины
БТС-600 по своим характеристикам был аналогичен танковому тягачу БТС-4. При этом в составе возимого оборудования не было достаточного количества инструментов для ремонта ходовой части повреждённых танков, из-за чего процесс буксирования и эвакуации танков был затруднён.